# Lingua alabama
L'alabama (nome nativo  Albaamo innaaɬiilka, chiamata anche Alibamu) è una lingua muscogee parlata dalla tribù alabama, in Texas. Precedentemente si parlava nella città tribale di Alabama-Quassarte, in Oklahoma. Si pensava che fosse imparentata con le lingue Muklasa e Tuskegee, che non sono più parlate. L'alabama è strettamente correlata con le lingue Koasati, Apalachee, e, anche se meno correlate, con le lingue Hitchiti, Chickasaw e Choctaw.

## Fonologia

### Consonanti
Ci sono 14 consonanti nella lingua Alabamaa:
|               | Bilabiali | Bilabiali | Alveolare | Alveolare | Postalveolare/ Palatale | Velare | Glottidale |
| ------------- | --------- | --------- | --------- | --------- | ----------------------- | ------ | ---------- |
| Nasale        | m         | m         | n         | n         |                         |        |            |
| Occlusiva     | p         | b         | t         | t         | tʃ                      | k      |            |
| Fricativa     | f         | f         | s*        | ɬ         |                         |        | h          |
| Approssimante | w         | w         | l         | l         | j                       |        |            |

*La s è una consonante apicale ([s̺])

### Vocali
Ci sono tre qualità vocali /i o a/. C'è distinzione nella lunghezza delle vocali. Le vocali possono essere nasalizzate in certi contesti.

### Prosodia
Nella lingua alabama, la sillaba finale porta l'accento primario, tranne nel caso di operazioni grammaticali che muovono l'accento. C'è anche un sistema di accento con due toni: contrastiva di alto livello e contrastiva di alta caduta. I due toni fonemici hanno diverse realizzazioni allofoniche differenti a seconda della lunghezza delle vocali e consonanti vicini.